# Jaume Nonell i Mas
Jaume Nonell i Mas (Argentona, 11 de gener de 1844 - Manresa, 20 de setembre de 1922) fou jesuïta, historiador i gramàtic.

## Biografia
Ingressà a la Companyia de Jesús com a novici a Balaguer el 1859, es traslladà a Manila el 1865, on fou mestre a l'Ateneu Municipal i un dels iniciadors de l'Observatori de Manila a partir de l'estudi que feren sobre el tifó del 1865. Entre altres missions científiques va participar en les observacions de l'eclipsi de sol del 1868 enviat a les Cèlebes.

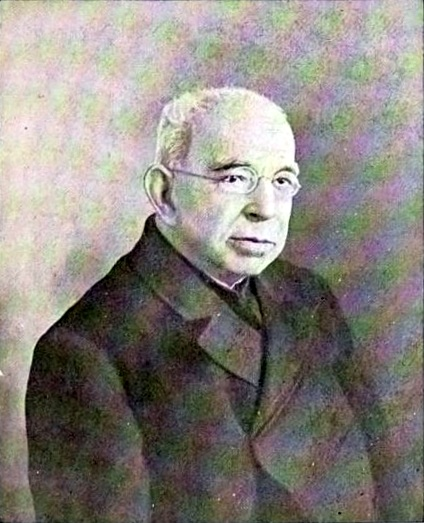
Jaume Nonell i Mas

Retornat a Europa, va continuar els estudis eclesiàstics a Banyoles (1870-1873) i Sent Cassian (1873-1874), i va ensenyar retòrica al noviciat de Château-Dussède i posteriorment al monestir de Veruela. El 1885 es traslladà al col·legi de Sant Ignasi de Manresa, fins al 1892, en què els jesuïtes abandonaren la direcció del centre i passà a viure definitivament a la casa de la Santa Cova.

## Obra

### Obra gramatical
Jaume Nonell és conegut per les seves publicacions de gramàtica, entre les quals destaquen la Gramática de la lengua castellana (¹1890, ²1909), Análisis morfològich de la llènga catalana antiga comparada ab la modèrna (1895), Análisis fonològich-ortográfich de la llènga catalana antiga y modèrna (1896), Estudis gramaticals sobre la llenga catalana (1898), Gramática de la llenga catalana (¹1898, ²1906) i Primers rudiments de gramática catalana (1903). L'any 1894 va assajar un sistema d'ortografia i accentuació per a la llengua catalana i el 1906 presentà una comunicació al Primer Congrés Internacional de la Llengua Catalana.
Tot i l'extensió de la seva obra gramatical i la seva relativa influència en autors coetanis com Marià Grandia, a penes posseïa coneixements de la lingüística que es desenvolupava aquells anys a Europa, cosa que l'empenyé a establir unes curioses lleis per a explicar la formació de la morfologia catalana a partir del llatí: escurçament, distinció i eufonia. Malgrat el desencert de les seves formulacions gramaticals, l'obra lingüística de Nonell té el valor de partir de l'estudi d'exemples extrets de textos literaris d'èpoques ben diferents.

### Obra religiosa
Entre les obres de caràcter religiós publicades per Jaume Nonell es poden esmentar El alma consoladora del Corazón de Jesús en sus penas (1888), traduïda posteriorment al català —L'ánima consoladora del Còr de Jesús en ses pènes (1910)—, Pare nostre qui estau en lo cel (1914); algunes biografies de religiosos, com Breve biografía de la Beata Juana de Lestonnac sacada del decreto de beatificación o Compendio de la vida de S. Alonso Rodriguez: coadjutor temporal de la Compañía de Jesús (1888), i d'altres de temàtica jesuïta i ignasiana, com El Ratio studiorum de la Compañía de Jesus (1878), Los ejercicios espirituales de N. P. S. Ignacio de Loyola (1896), Fets principals de la vida de Sant Ignasi a Manresa o Manresa ignaciana: nuevo álbum histórico (1915).